# 라이몬트 데베베츠
라이몬트 데베베츠(슬로베니아어: Rajmond Debevec, 1963년 3월 29일~)는 슬로베니아의 사격 선수로 주 종목은 소총이다. 유고슬라비아와 슬로베니아 국가대표 사격 선수로 활동하면서 올림픽에 총 8회 참가했으며 역대 올림픽 최다 참가 선수 중 한 명이다. 2000년 하계 올림픽에서 남자 50m 소총 3자세 금메달, 2008년 하계 올림픽에서 남자 50m 소총 3자세 동메달, 2012년 하계 올림픽에서 남자 50m 소총 복사 동메달을 획득하면서 올림픽 메달 3개를 획득했다.